# 7인제 뇌성마비장애인 축구
7인제 뇌성마비 축구(Cerebral Palsy Football 7-a-side) 또는 7인제 축구는 비교적 가벼운 뇌성마비 선수가 참가할 수 있게 고안된 축구이다.

## 개요
참가 대상은 뇌성마비 외에 뇌졸중이나 외상성 뇌손상 등의 후천적인 장애이환선수를 포함한다. 일어선 상태로 진행되는 뇌성마비 스포츠 중에서 유일한 단체 스포츠 대회이다.
대회는 국제 뇌성마비 스포츠 레크리에션 협회(CPISRA)가 총괄하고 있으며 국제 축구 연맹(FIFA)이 정한 11인제 축구의 규칙을 일부 수정한 것에 따라서 진행된다.

## 경기 가능 등급
지팡이 사용은 인정되지 않으며 자력으로 달리는 것이 가능한 선수에 한정되기에 C4 이상은 참가할 수 없다.
- C5 - 양쪽 다리에 마비가 있지만 보행 가능
- C6 - 두 팔과 두 다리가 제대로 움직이지 않지만 보행 가능
- C7 - 한 쪽 마비
- C8 - 경미함

## 규칙
- 한 팀에는 골키퍼를 포함하여 7명의 선수로 구성된다.
- 7명 중, 반드시 C5 · C6 등급의 선수가 항상 출전하고 있는 상태여야 한다(없을 경우에는 6명으로 시합을 한다).
- C8 등급의 선수는 최고 2명까지밖에 피치에 서지 않는다.
- 선수 교대는 3명이다.
- 전후반 각각 30분이며 하프타임은 15분이다.
- 필드는 세로 75m ~ 70m×가로 55m  ~ 50m이며, 골대는 폭 5m×높이 2m이다.
- 오프사이드는 없다.
- 한 손으로의 언더 스로인이 가능하다.

## 역사
1978년, 독일의 빌데스하우젠에서 CPISRA가 설립되었으며, 같은 해에  스코틀랜드 에든버러에서 첫 뇌성마비장애인 축구의 국제 대회가 개최됐다. 당시에는 유럽을 중심으로 진행되었던 대회는 그 후에 세계로 나아갔다. 1984년 하계 패럴림픽에서 패럴림픽 종목으로 채택되었다.
2015년 1월, IPC(국제 패럴림픽 위원회)에 의해서 2020년 하계 패럴림픽 종목에서 제외된다고 발표했다.

## 같이 보기
- 장애인 스포츠
- 패럴림픽
- 5인제 시각장애인 축구